# Минимальная поверхность Бура

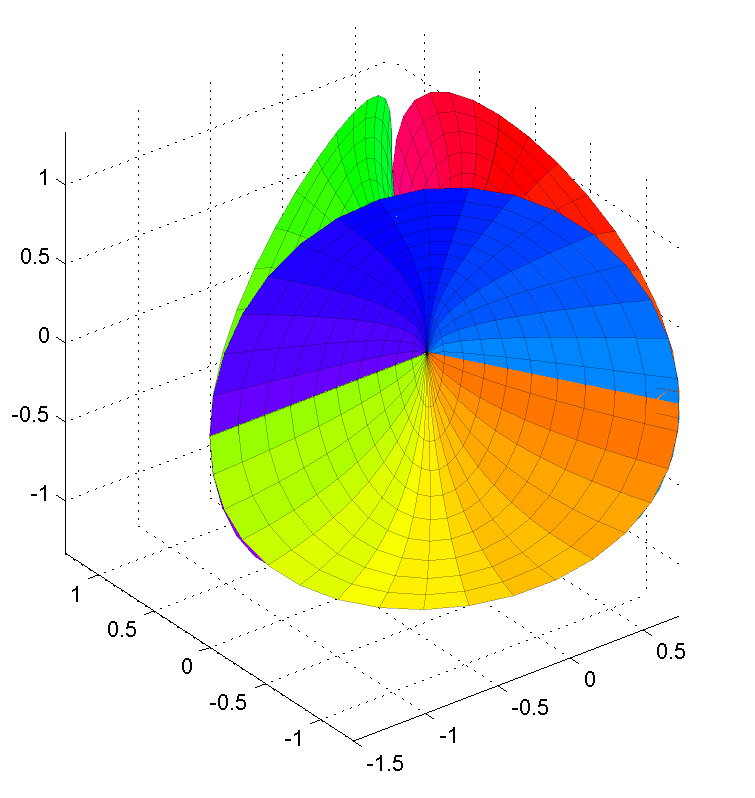
Поверхность Бура.

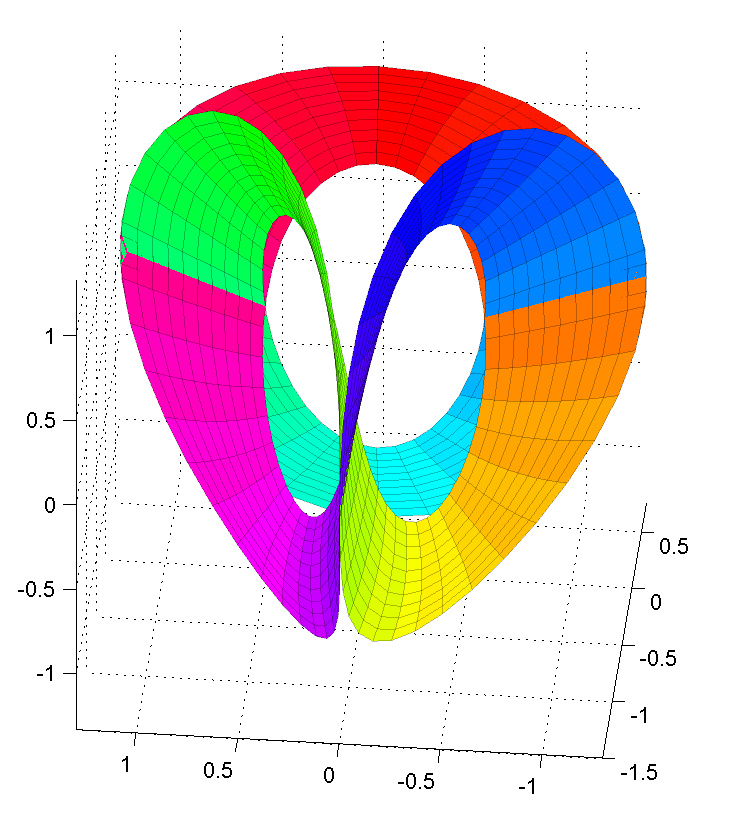
Поверхность Бура без точек с, чтобы лучше показать самопересечения.

Минимальная поверхность Бура — двухмерная минимальная поверхность, вложенная с самопересечениями в трёхмерное евклидово пространство. Поверхность названа именем Эдмонда Бура, работа которого о минимальных поверхностях получила в 1861 году математический приз Французской академии наук.

## Описание
Поверхность Бура пересекает себя по трём находящимся в одной плоскости лучам, расходящимися под равными углами из начала координат. Лучи делят поверхность на шесть листов, топологически эквивалентных полуплоскостям. Три листа лежат в верхнем полупространстве и три в нижнем. Четыре листа попарно касаются друг друга на каждом луче.

## Уравнение
Точки на поверхности можно параметризовать в полярной системе координат парой чисел {\displaystyle (r,\theta )}. Каждая такая пара соответствует точке в трёхмерном пространстве согласно параметрическому представлению
{\displaystyle x(r,\theta )=r\cos(\theta )-(1/2)r^{2}\cos(2\theta )}
{\displaystyle y(r,\theta )=-r\sin(\theta )(r\cos(\theta )+1)}
{\displaystyle z(r,\theta )=(4/3)r^{3/2}\cos(3\theta /2).}
Поверхность можно выразить как решение полиномиальных уравнений порядка 16 в прямоугольной системе координат трёхмерного пространства.

## Свойства
Параметризация Вейерштрасса — Эннепера, метод превращения некоторых пар функций от комплексных чисел в минимальные поверхности, порождает эту поверхность для двух функций {\displaystyle f(z)=1,g(z)={\sqrt {z}}}. Бур доказал, что поверхности в этом семействе развёртываются в поверхность вращения.